# Pays Cockpit
Pour les articles homonymes, voir Cockpit (homonymie).

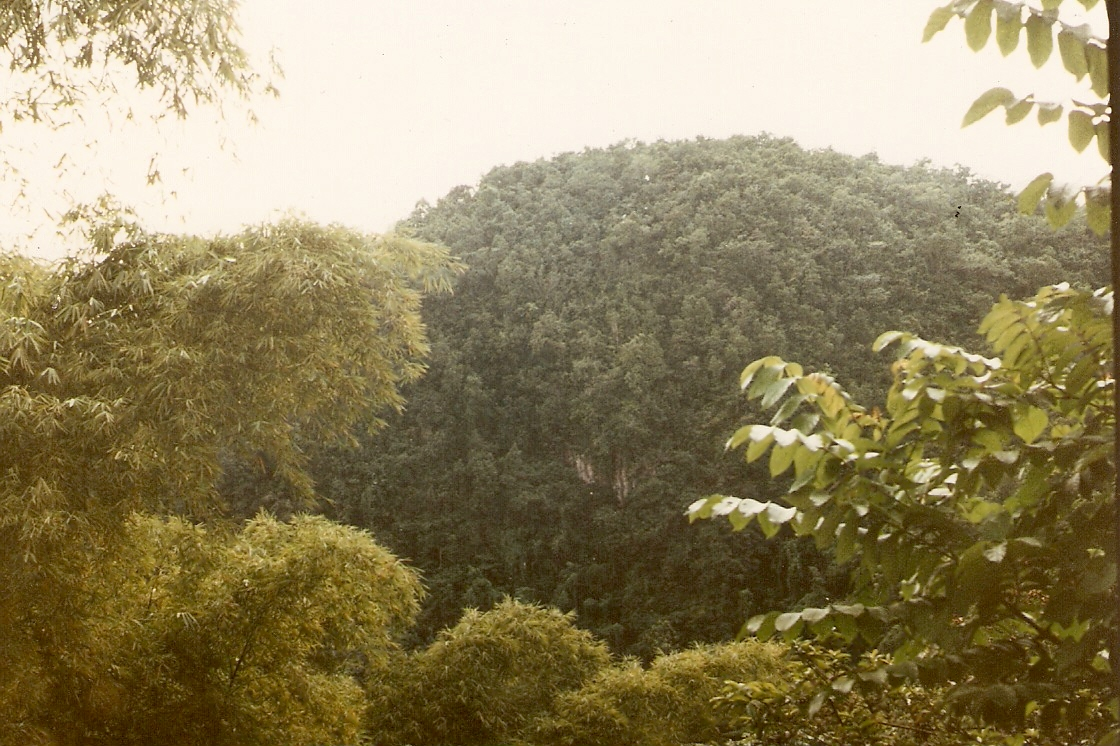
Paysage du pays Cockpit.

Le pays Cockpit, au cœur de la Jamaïque est une curiosité géologique unique qui servit de décor à une page de l'histoire de l'île, l'une des rares révoltes d'esclaves victorieuses, celle des Marrons.
Le nom « cockpit » dériverait de celui des arènes de combat de coqs, populaires dans l'Angleterre du XVIIe siècle.

## Un caractère unique

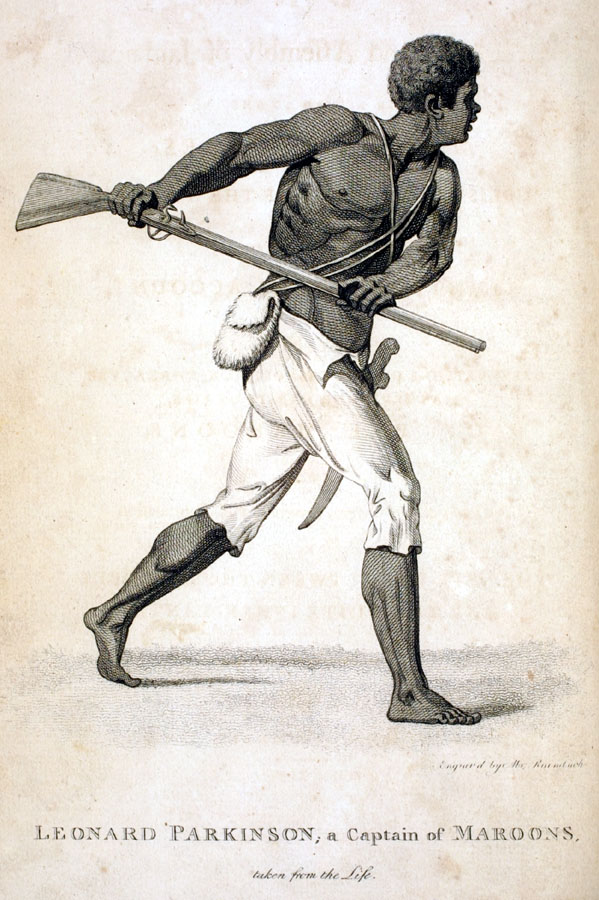
Marron jamaïcain.

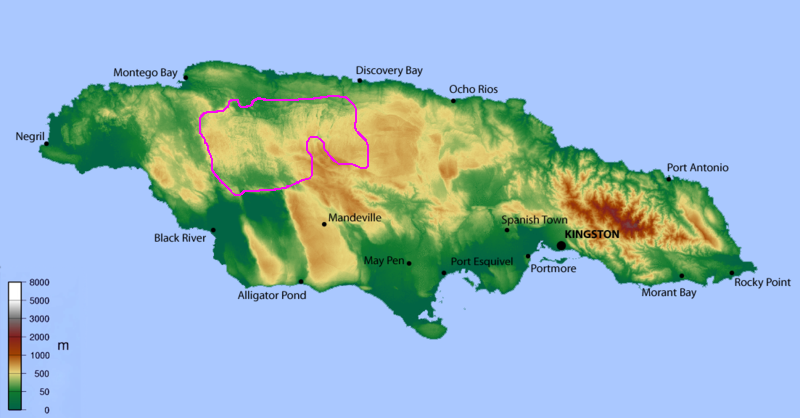
Localisation du pays Cockpit en Jamaïque.

Du fait de son accès très difficile, cette région d'environ 1 300 km2 abrite une faune et une flore exceptionnelles. Cette même difficulté, associée à un climat extrêmement humide et une paradoxale absence d'eau accessible, en avait fait le refuge des « marrons », esclaves fugitifs au XVIIIe siècle qui résistèrent aux colonisateurs anglais au point de les contraindre à signer un traité de paix en 1738.
La région au sol calcaire, partiellement recristallisé avec une forte proportion de dolomite a été façonnée de façon unique par une érosion karstique: dépressions fermées en forme de bol aux parois abruptes séparées par des collines coniques. Ce type de géologie est observable également dans l'Utah au White Canyon, à Porto Rico à Arecibo, En Chine dans la province de Guangxi mais également sur Titan le plus grand satellite de Saturne.
Des centaines de grottes parsèment ce territoire qui avec les nombreuses failles et anfractuosités concourent à drainer l'eau de surface.
Aujourd'hui cette région reste faiblement peuplée (5 000 habitants dont beaucoup de descendants des "marrons") garde farouchement son autonomie respectée par le gouvernement jamaïcain qui ne réclame aucun impôt aux autochtones.

## Actualité
Une exploitation minière d'extraction de bauxite menace une partie de la région ; une fédération d'associations, le CCSG (Cockpit Country Stakeholders' Group) plaide pour la protection absolue du périmètre.

## Dans la culture

### Littérature
Le pays Cockpit est le théâtre du Livre de la Jamaïque et Sous le Règne de Bone de Russell Banks. Il est également mentionné dans le livre Fire Rush de Jacqueline Crooks.

### Cinéma
Land of Look Behind, un documentaire d'Alan Greenberg, consacre plusieurs séquences au pays Cockpit.